# Чёрное (озеро, Опочецкий район)
Чёрное (Чёрное, Комиссаровское или Черницкое — озеро в Глубоковской волости Опочецкого района Псковской области.
Площадь — 1,2 км² (117,0 га). Максимальная глубина — 6,0 м, средняя глубина — 4,0 м.
На северном берегу озера расположена деревня Комиссары.
Проточное. Относится к бассейну реки Черница, притока реки Великой.
Тип озера лещово-уклейный. Массовые виды рыб: лещ, щука, уклея, плотва, окунь, ерш, линь, красноперка, линь, карась, налим, язь, вьюн; широкопалый рак (единично).
Для озера характерны в прибрежье — луга, поля, леса, болото; местами заболоченные берега; илисто-песчаное дно, камни, сплавины.